# 全日本模型ホビーショー
全日本模型ホビーショー（ぜんにほんもけいホビーショー）は、毎年秋に東京国際展示場（東京ビッグサイト）で開催される、プラモデル・ラジコン模型・鉄道模型等の模型玩具の製品見本市である。
1962年（昭和37年）に東京後楽園ボウリングセンターで開催された第1回全国科学模型教材見本市をルーツとしている。
以前は幕張メッセで開催されていたこともあり、時期によって名称が変化していた。
日本プラモデル工業協同組合の主催で、毎年秋に金曜日から日曜日にかけて東京国際展示場で開催されている。開催日のうち、金曜日は問屋や販売店への新製品発表・説明・各種PR・商談に限られ、土曜日と日曜日が一般公開日となっている。2020・21年は中止

## ギャラリー

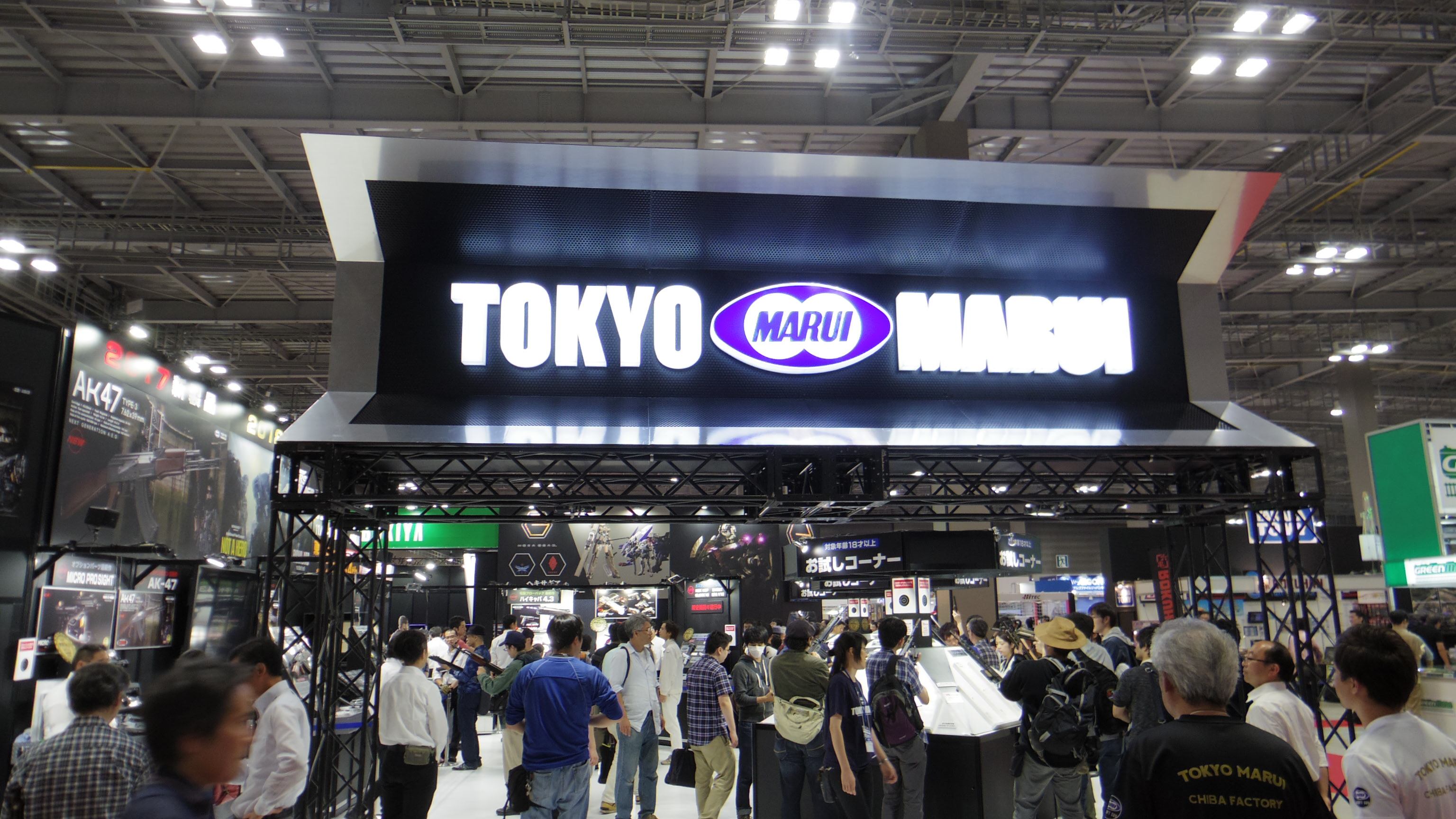
東京マルイブース（2017年）
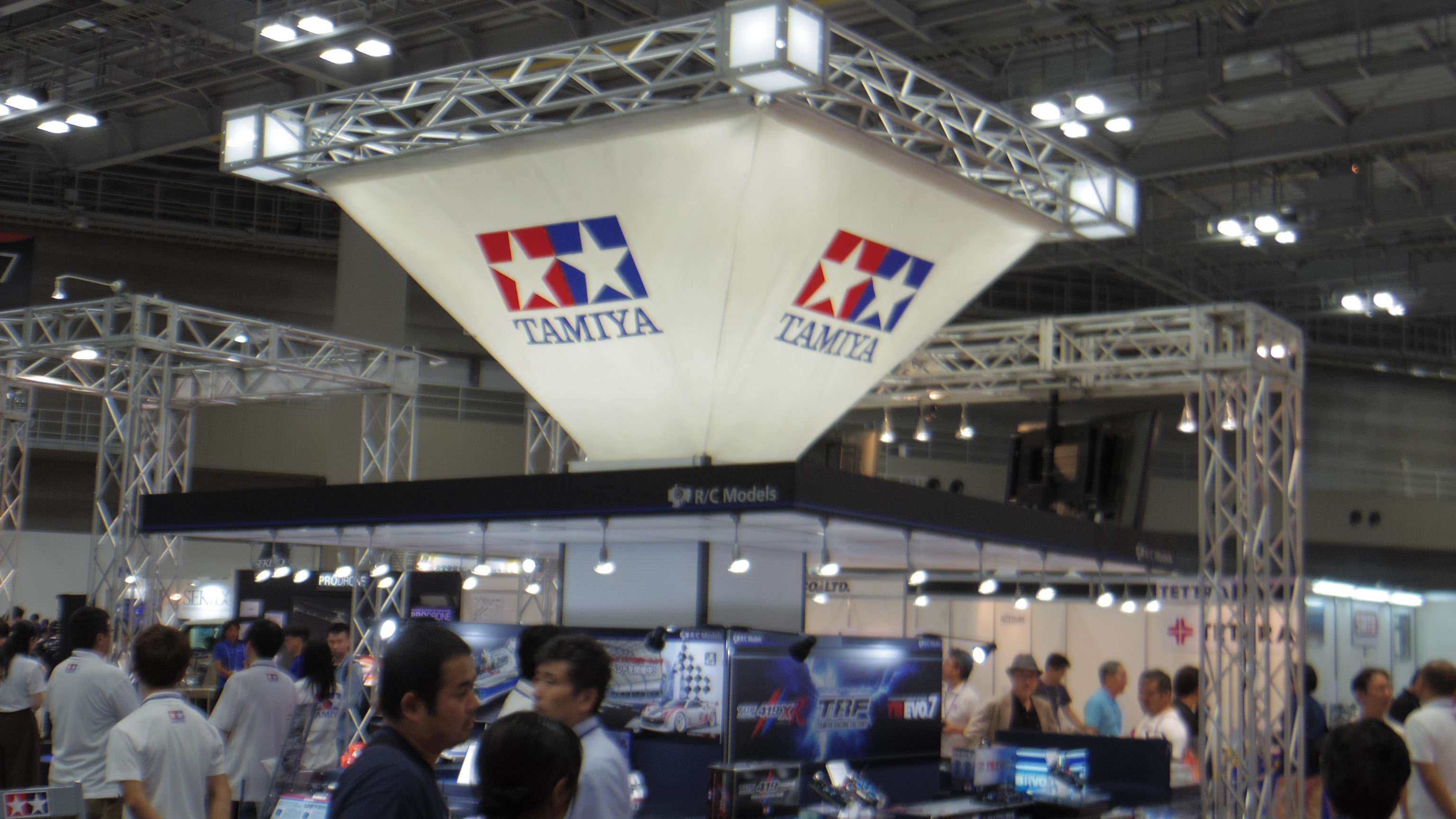
タミヤブース（2017年）